# Theodor Christian Eulner
Theodor Christian Eulner (* 31. Juli 1765 in Trendelburg; † 8. März 1801 in Qeqertarsuaq) war ein deutscher Arzt.

## Leben
Theodor Christian Eulner war der Sohn des Landwegekommissars und Brückeningenieurs Carl August Eulner (1728–1804) und seiner Frau Maria Carolina Stahl (1733–1804). Eulner begann 1781 eine Apothekerlehre in Marburg, die er 1785 abschloss. 1786 ließ er sich in Hamburg bei Johann Heinrich Daniel Moldenhawer in der Chirurgie ausbilden. 1788 begab er sich nach Kopenhagen, um dort Chirurgie zu studieren, endete aber in Diensten der dänisch-norwegischen Armee, wo er als Kompaniechirurg im Preiselbeerkrieg gegen Schweden diente. Von 1791 bis 1793 studierte er an der Chirurgischen Akademie in Kopenhagen.
Der nordgrönländische Inspektor Børge Johan Schultz beschloss 1791 einen Arzt in Grönland anzustellen, der sich in Handelsdiensten befinden sollte. 1793 wurde Eulner für diese Stelle auserkoren, womit er der erste handelsangestellte Arzt Grönlands wurde. Im ersten Jahr lebte er in Ilulissat, danach im Kolonialhauptort Qeqertarsuaq. Allerdings war er nicht nur für die Kolonieorte, sondern für die ganze Kolonie Nordgrönland zuständig, die sich zu diesem Zeitpunkt über rund 300 km an der grönländischen Westküste erstreckte. Somit musste er viel reisen, um die Grönländer zu behandeln und nebenher war er gewissermaßen auch Apotheker, da er alle Medizin selbst herstellen musste. 1799 bat er den König um die dänische Staatsbürgerschaft und eine offizielle königliche Ernennung zum Arzt von Nordgrönland, aber beides wurde abgelehnt.
1800 brach eine Pockenepidemie mit Zentrum im Kolonialdistrikt Holsteinsborg, dem nördlichsten Kolonialdistrikt Südgrönlands, aus, die aber auch in seine Kolonie wirkte, vor allem in Nordgrönlands südlichsten Kolonialdistrikt Egedesminde. Er konnte unter großem Einsatz selbst mit Impfungen die Krankheit nicht eindämmen. Er erschoss sich 1801 unverheiratet im Alter von 35 Jahren. Vermutlich war er aufgrund seiner Machtlosigkeit gegenüber der Epidemie depressiv geworden. Anderen Quellen zufolge hatte er infolge einer „schweren Krankheit“ eine „Geistesverwirrung“ erlitten, die ihn „in hohem Grade nervös und unzufrieden mit seinem Anstellung“ gemacht hatte. Einer anderen Theorie zufolge war Eulner unglücklich in eine Grönländerin verliebt und hatte sich deswegen das Leben genommen.